# 퍼싱스퀘어역
퍼싱스퀘어역 (Pershing Square Station)은 로스앤젤레스 메트로의 B선(구 빨간선)과 D선(구 보라선)의 환승역이다. 다운타운 로스앤젤레스의 퍼싱스퀘어 인근 4번가(4th Street)ets)와 5번가(5th Street) 사이의 힐가(Hill Street)에 위치해 있다.
엘몬테역 방면 북행 메트로 J선(구 은선)이 이 역의 거리층(올리브/5번가 정류장)에 정차한다. 하버 게이트웨이 트랜짓 센터 방면 남행 메트로 J선은 역 인근에 정차하지 않는다. 이 역은 섬식 승강장으로 이루어졌으며 스티븐 안토나코스(Stephen Antonakos)가 제작한 네온 아트 작품으로 꾸며져 있다. 이 작품은 1924년 퍼싱스퀘어 지역에 걸려 있던 미국 최초의 네온사인을 기리는 것이다. 이 역은 2014년에 역출구를 위한 캐노피를 설치했다. 퍼싱 스퀘어는 에인절스 플라이트와 그랜드 센트럴 주차장에서 가깝다.

## 역 정보

### 역 구조
| 1층     | 길거리                          | 출입구 (내려감) 에인절스 플라이트, 퍼싱스퀘어                                                                 |
| 1층     | J선 올리브/                     | ← 유니언역 Union Station ← 엘몬테역행 (종착점행)                                                              |
| 지하1층 | 북부 대합실                     | 힐 가/4번가/에인절스 플라이트 출구 (북서쪽 모퉁이) 힐 가/4번가 출구 표 사는 곳, 개찰구                        |
| 지하1층 | 남부 대합실                     | 힐 가/5번가/퍼싱스퀘어 출구, 표 사는 곳, 개찰구                                                               |
| 지하2층 | B선 D선                         | ← 7번가/메트로센터역 7th Street / Metro Center ← 빨간선은 노스할리우드역, 보라선은 윌셔/웨스턴역행 (종착점행) |
| 지하2층 | 섬식 승강장, 왼쪽 출입문이 열림 | |
| 지하2층 | B선 D선                         | → 시빅센터/그랜드파크역 Civic Center/Grand Park Station → 유니언역행 (기점행)                                 |

## 운행 정보
메트로 레일 운행 정보:

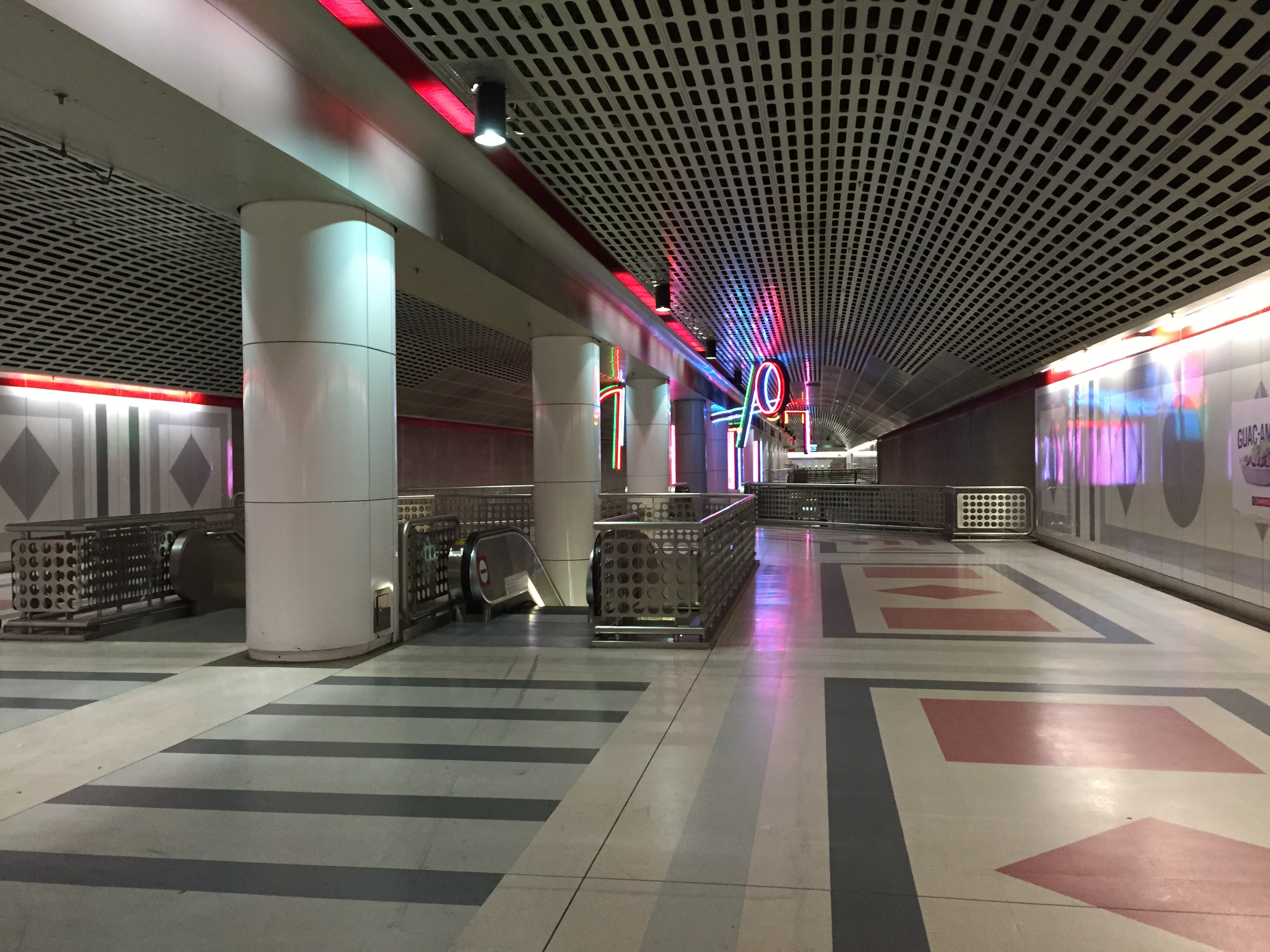
대합실

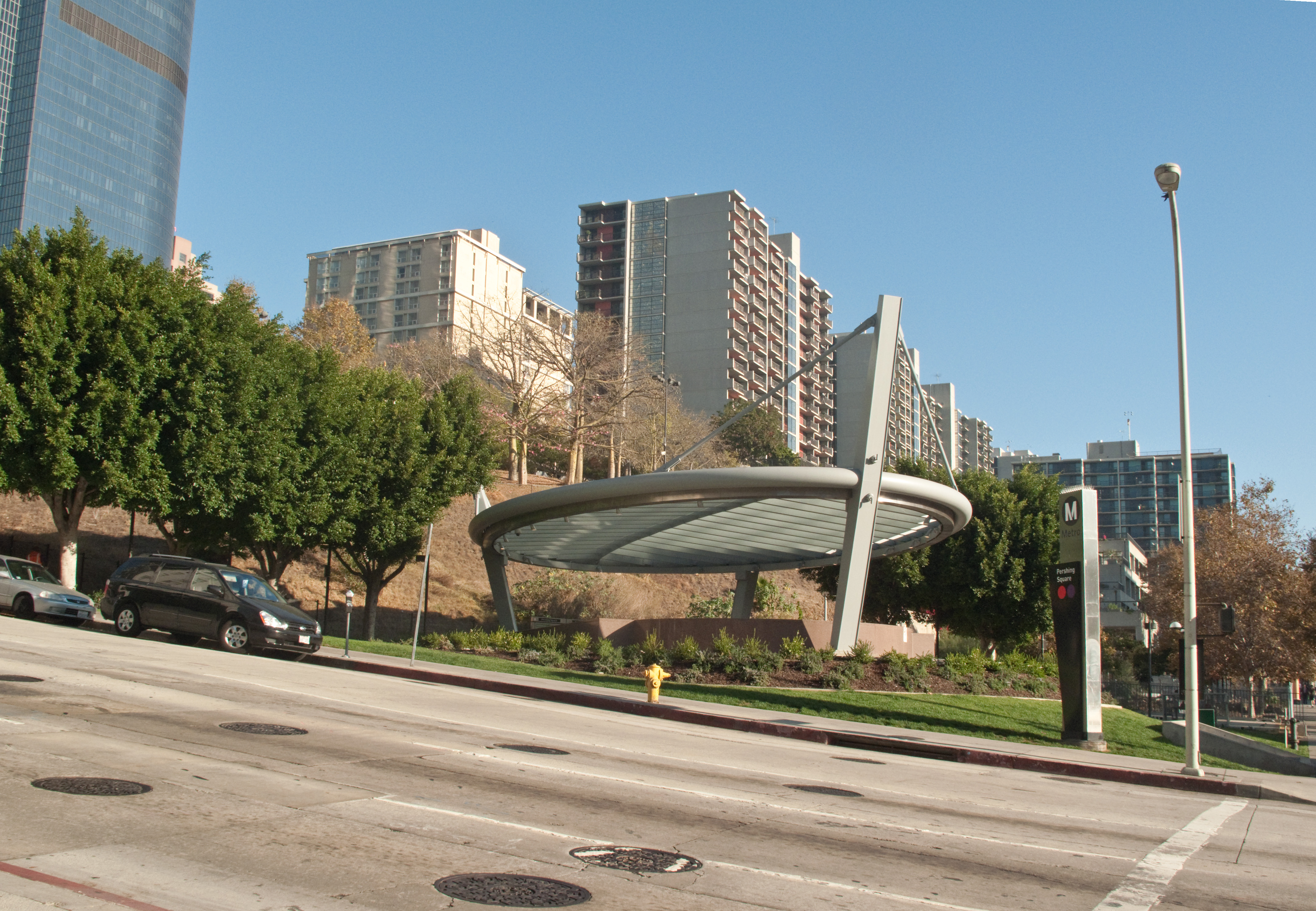
역출구

B선 및 D선 운행 시간은 매일 오전 5시부터 오전 12시 45분까지이다.
메트로 라이너 운행 정보:
J선 월~금 오전 4시 15분부터 오전 1시 45분까지, 토/일/공휴일 오전 5시부터 오전 1시 45분까지이다.
메트로 버스 운행 정보:
- 메트로 로컬: 2, 4, 10, 14, 16, 17, 18, 28, 30, 33, 37, 38, 40, 45, 48, 53, 55, 62, 68, 70, 71, 76, 78, 79, 81, 83, 90, 91, 92, 94, 96
- 메트로 익스프레스: 460, 487, 489*
- 메트로 래피드: 720, 733, 770, 794

기타 버스 운행 정보:
- 푸트힐 트랜싯(Foothill Transit): 실버 스트레이크
- LADOT 커뮤터 익스프레스: 419*
- LADOT DASH: B, D
- 몬테빌로 트랜싯(Montebello Transit): 40, 50, 90*
- 오렌지군 교통국(Orange County Transportation Authority): 701*, 721*
- 토랜스 트랜싯(Torrance Transit): 4X*

참고: * 평일 출퇴근 시간에만 운행되는 통근 서비스.

## 인근 역세권
- 역 위 부지에 에인절스 랜딩(Angels Landing)으로 불리는 두 개의 고층 건물이 계획되어 있다.
- 퍼싱스퀘어
- 히스토릭 코어/브로드웨이
- 에인절스 플라이트
- 그랜드 센트럴 마켓
- 라이브러리 타워
- 주얼리 디스트릭트
- 밀레니엄 볼티모어 호텔
- 리처드 J. 라이어던 중앙도서관
- 타이틀 개런티 앤드 트러스트 컴퍼니 빌딩

## 대중 문화
- 500일의 썸머
- S.W.A.T. 특수기동대
- 리썰 웨폰 3
- 스피드
- 콰이어트 맨
- 테이커스(Takers)
- 대니얼 파우터의 Bad Day 2005년 뮤직비디오